# Ганьсуйская бурозубка
Ганьсуйская бурозубка, ошибочно ганьсийская бурозубка (лат. Sorex cansulus) — редкий, плохо изученный вид землероек-бурозубок из южной части китайской провинции Ганьсу. Была описана британским зоологом О. Томасом в 1912 г. как подвид средней бурозубки (Sorex caecutiens cansulus), в настоящее время рассматривается как самостоятельный вид.

## Описание
Длина тела 62—64 мм, длина хвоста 38—43 мм, длина стопы — 12 мм. Спина серовато-бурая, брюшко рыжевато-палевое, стопы беловато-коричневые. Верхняя сторона хвоста темно-коричневая, нижняя светлее. Передние и задние выступы на верхних резцах одинакового размера, верхний резцы чуть больше, чем у средней бурозубки. Предполагают, что это вид в действительности ближе к тундряной бурозубке (Sorex tundrensis), чем к средней.

## Ареал
Долгое время был известен только из типового местонахождения на хр. Циньлин — «46 миль [74 км] r .к юго-востоку от Taochou [Таочжоу (Линьтань)]». Встречается на высоте 2600 — 3000 м над уровнем моря. Сообщалось, что несколько дополнительных экземпляров были добыты китайскими зоологами в юго-западной Ганьсу, в прилегающих районах провинции Цинхай, и один на востоке Тибетского автономного района, эти находки нуждаются в подтверждении.

## Природоохранный статус
В китайском «Красном списке» рассматривается как уязвимая. Комиссия по выживанию видов МСОП ганьсуйской бурозубке придает статус CR (находящийся на грани исчезновения).